# 卷丹
卷丹为百合科百合属下的一个种，滇南谓之倒垂莲，燕蓟谓之虎皮百合（英語：tiger lily），也叫番山丹（《遵生八牋》）、珍珠百合（《群芳谱》）、宜兴百合、太湖百合、湖州百合、龙山百合、苦百合，原产江苏、浙江、安徽、江西、湖南、湖北、广西、四川、重庆、青海、西藏、甘肃、陕西、山西、河南、河北、北京、山东、吉林以及朝鲜半岛和日本。卷丹的鳞茎是重要的食材与药材，与兰州百合、龙牙百合齐名。

## 扩展阅读
[在维基数据编辑]
 《植物名實圖考·卷丹》，出自吳其濬《植物名實圖考》